# بيرت دي فريس
بيرت دي فريس هو أستاذ جامعي وسياسي هولندي، ولد في 29 مارس 1938 في خرونينغن في هولندا. نشط حزبياً في حزب النداء الديمقراطي المسيحي. وقد انتخب عضو مجلس نواب هولندا ‏.